# Vals (Ariège)

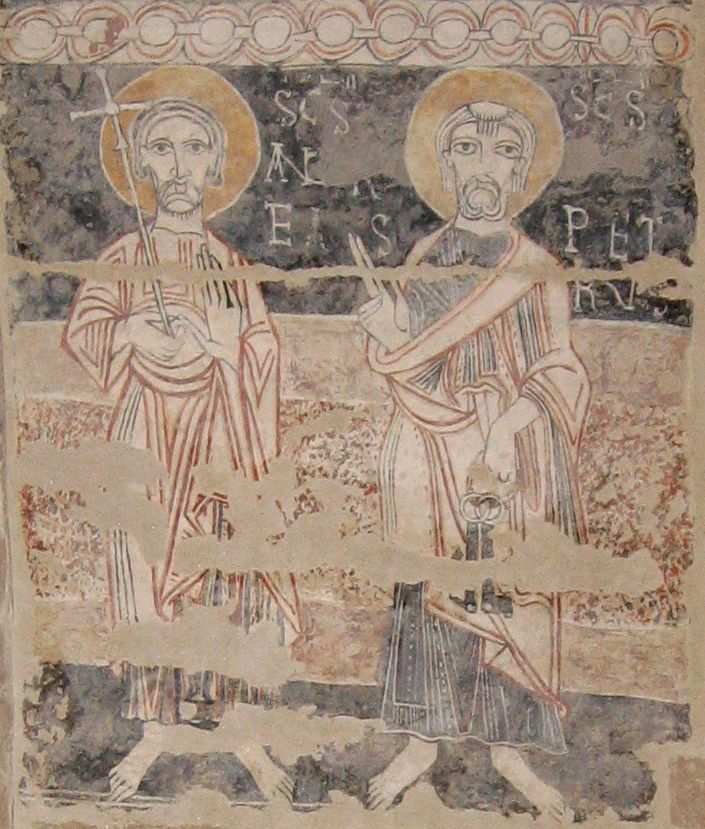
Romanisches Fresko: St Andreas und St. Petrus

Vals (okzitanisch gleichlautend) ist eine südfranzösische Gemeinde mit 87 Einwohnern (Stand 1. Januar 2022) im Département Ariège in der Region Okzitanien.

## Lage
Vals liegt unweit des Flusses Hers-Vif (auch Grand Hers), etwa 15 Kilometer (Fahrtstrecke) in östlicher Richtung von Pamiers entfernt. Mirepoix, der Hauptort des Kantons, liegt weitere 13 Kilometer östlich.

## Geschichte
Der Ort mit seinen Felsspalten und Höhlen war wohl schon in prähistorischer Zeit Unterschlupf für Jäger und Sammler. Ein keltischer Stamm errichtete hier wahrscheinlich um 300 v. Chr. eine befestigte Höhensiedlung (oppidum oder castrum). 
Die ersten urkundlichen Erwähnungen des Ortes (valle pedetario bzw. val de petaria) stammen aus dem 10. Jahrhundert. Die Felsenkirche wurde in wesentlichen Teilen im 11. und 12. Jahrhundert erbaut. Einige Forscher vermuten, dass der quergelagerte Kirchturm ehemals der Donjon einer mittelalterlichen Burg gewesen ist; andere meinen, er stamme erst aus dem 15. Jahrhundert oder sei sogar noch später hinzugefügt worden.
Durch eine Verfügung des Papstes Pius IX. aus dem Jahre 1854 ist die Wallfahrt nach Vals mit einem vollständigen Ablass aller Sündenstrafen ausgestattet.

## Bevölkerungsentwicklung
| Jahr      | 1968 | 1975 | 1982 | 1990 | 1999 | 2006 | 2016 |
| Einwohner | 54   | 46   | 45   | 59   | 67   | 75   | 101  |

Im 19. Jahrhundert hatte Vals stets zwischen 130 und 200 Einwohner. Infolge der Mechanisierung der Landwirtschaft und des daraus resultierenden Verlusts von Arbeitsplätzen ist die Einwohnerzahl seit Beginn des 20. Jahrhunderts bis zum Tiefststand in den 1980er Jahren kontinuierlich zurückgegangen.

## Wirtschaft
Die Einwohner des Ortes leben hauptsächlich von der Land- und Forstwirtschaft. Aber auch die Vermietung von Ferienhäusern und -wohnungen (gîtes) spielt eine wichtige Rolle im Wirtschaftsleben der kleinen Gemeinde.

## Sehenswürdigkeiten
Die romanische Wallfahrtskirche Notre-Dame de Vals wurde im 11. und 12. Jahrhundert erbaut und steht seit 1910 als Monument historique unter Denkmalschutz. Sie ist teilweise in den Fels gebaut und hat im Innern drei Ebenen. Der mächtige Turm ist in der Art eines Donjon erbaut. Bedeutend sind die romanischen Fresken aus dem 12. Jahrhundert, die 1952 entdeckt und in den Jahren 2006–2008 behutsam restauriert wurden.